# Hans Latsny
Hans Latsny (* 9. April 1946) ist ein deutscher ehemaliger Fußballspieler. In den 1960er Jahren spielte er für den FC Rot-Weiß Erfurt in der DDR-Oberliga, der höchsten Liga im DDR-Fußball.

## Sportliche Laufbahn
Bis 1964 spielte Hans Latsny für die Betriebssportgemeinschaft Einheit Arnstadt, zuletzt in der viertklassigen Bezirksklasse Erfurt. Zur Saison 1964/65 wechselte er zum zweitklassigen DDR-Ligisten BSG Motor Rudisleben. Für die BSG, die gerade in die DDR-Liga aufgestiegen war, bestritt Latsny 14 Punktspiele. Zunächst wurde er in den 30 auszutragenden Begegnungen nur sporadisch auf unterschiedlichen Positionen eingesetzt, erst vom 22. Spieltag an spielte er in der Abwehr regelmäßig. Da die Mannschaft nicht den Klassenerhalt schaffte, war Latsny mit ihr noch zwei Spielzeiten in der drittklassigen Bezirksliga vertreten.
Im Laufe der Saison 1967/68 schloss sich Hans Latsny dem FC Rot-Weiß Erfurt an. Dort bestritt er zwei Spielzeiten für die 2. Mannschaft, die in der DDR-Liga vertreten war. In den insgesamt 60 Ligaspielen wurde Latsny in 48 Begegnungen aufgeboten, am 20. Spieltag der Saison 1968/69 erzielte er sein erstes Punktspieltor in der DDR-Liga. Sowohl 1967/68 wie auch 1968/69 wurde Latsny vom FC Rot-Weiß auch in der Oberliga eingesetzt. In der Hinrunde 67/68 vertrat er den etatmäßigen Verteidiger Gerhard Franke in vier Spielen, 68/69 spielte er nur einmal am 5. Spieltag, wieder als Verteidiger. 
Anschließend trennte sich der FC Rot-Weiß von Latsny, und dieser wechselte zum DDR-Ligisten BSG Aktivist Kali Werra Tiefenort. Er wurde 1969/70 und 1970/71 zum Stammspieler auf der linken Abwehrseite und bestritt in der ersten Saison alle 30 Ligaspiele, danach kam er noch einmal zu 25 Punktspieleinsätzen. In beiden Spielzeiten erzielte er jeweils ein Tor. 
Im Sommer 1971 kehrte Hans Latsny wieder nach Rudisleben zurück, wo die BSG Motor nach wie vor in der Bezirksliga spielte. Erst 1978 gelang ihr unter Mitwirkung von Latsny die Rückkehr in die DDR-Liga. Vier Spielzeiten trat er noch in den DDR-Liga-Spielen der BSG Motor an und bestritt als Verteidiger von den 88 angesetzten Spielen 77 Partien. Nach dem Ende der Saison 1981/82 beendete Hans Latsny 36-jährig seine wechselvolle Fußballerlaufbahn als Leistungssportler.